# فرنتس هاتلاتسکی
فرنتس هاتلاتسکی (مجاری: Ferenc Hatlaczky; ۱۷ ژانویهٔ ۱۹۳۴ – ۸ سپتامبر ۱۹۸۶) قایقران کایاک، و معمار اهل مجارستان بود.